# 劉義 (城陽王)
劉義（りゅう ぎ）は紀元前2世紀、古代中国の前漢時代の城陽王である。生年不明。没年は元封3年（紀元前108年)。死後、敬王（けいおう）と諡された。
父は城陽王の頃王劉延で、子に劉武がいた。劉義は父の死により元狩6年（紀元前117年）に城陽王になったが、9年後の元封3年（紀元前108年)に死に、子の劉武が城陽王を嗣いだ。